# کلیسای کاتولیک و آلمان نازی
حدود یک سوم آلمانی‌ها در دهه ۱۹۳۰ کاتولیک بودند. کلیسای آلمان در مقابل ظهور نازیسم مخالفت خود را نشان دادند، اما حزب مرکزی کاتولیک در ۱۹۳۳ از بین رفت و ممنوع شد.
آدولف هیتلر و چندین نازی کلیدی کاتولیک بودند، اما در جوانی علیه کلیسا شدند. در حالی که ماده ۲۴ پیمان حزبی NSDAP خواستار به رسمیت شناختن مسیحیان و پیمان Reichskonkordat 1933 با واتیکان بود که خواهان تضمین آزادی مذهب کاتولیک‌ها بود، نازی‌ها اساساً با مسیحیت دشمنی داشتند و کلیسای کاتولیک در آلمان نازی با آزار و اذیت روبرو شد. مطبوعات، مدارس و سازمان‌های جوانان بسته شد، اموال مصادره شد. سلسله مراتب کلیسا در تلاش بود تا با دولت جدید همکاری کند، اما در سال ۱۹۳۷ میلادی، پانتئون انیسیلیک متی بلرنندر دولت را به «خصومت اساسی» با کلیسا متهم کرد.
حزب مرکزی کاتولیک یک نیروی اجتماعی و سیاسی در آلمان بود که غالباً پروتستان بودند. این حزب به شکل‌دادن قانون اساسی وایمار در پایان جنگ جهانی اول کمک کرد و در دولت‌های مختلف ائتلافی جمهوری وایمار (۱۹۳۳–۱۹۳۳ / ۳۴) شرکت کرد. با متحدان سوسیال دموکرات و حزب دموکرات از حزب چپ آلمان همکاری داشتند،
در سال ۱۹۳۲، این حزب به عنوان یک حزب شناخته شده بود.